# Critics' Choice Awards

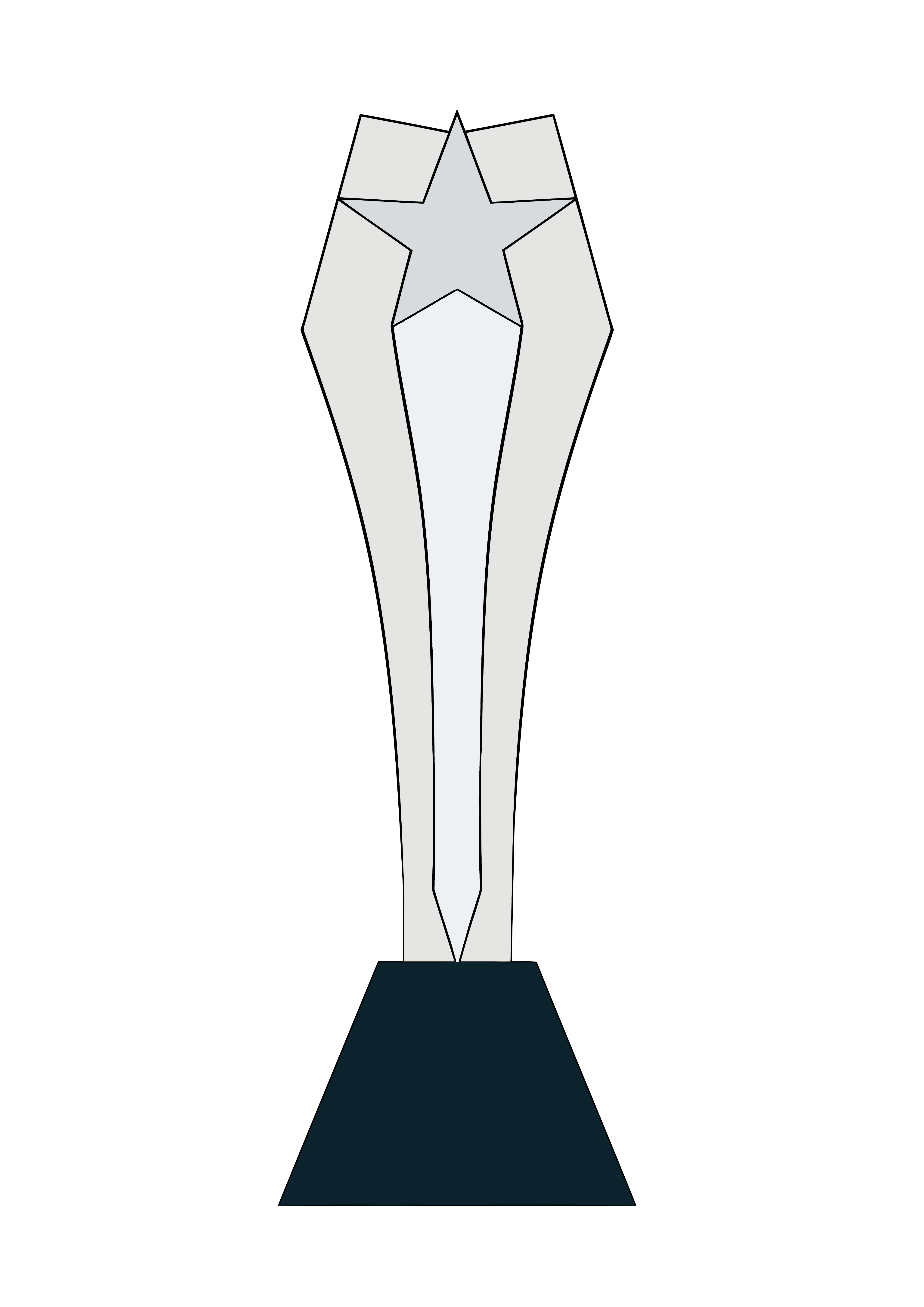
Rappresentazione stilizzata del trofeo

I Critics' Choice Awards, in precedenza chiamati Broadcast Film Critics Association Awards (o BFCA Awards) e Critics' Choice Movie Awards, sono dei riconoscimenti assegnati annualmente ai migliori film e programmi televisivi da rappresentanti della critica statunitense.
I riconoscimenti dedicati ai film sono curati dalla Broadcast Film Critics Association (BFCA), formata circa 250 critici cinematografici appartenenti alle principali testate giornalistiche statunitensi, operanti nel mondo della televisione, della radio, della carta stampata e su internet. Oltre ai premi annuali la Broadcast Film Critics Association seleziona mensilmente il "film del mese" e valuta tutti i film esaminati con una scala da uno a dieci. Inoltre, segnala durante l'anno le pellicole più degne secondo l'opinione dei critici dell'associazione.

## Critics' Choice Movie Awards

### Premi attuali
- Miglior film
- Miglior film straniero
- Miglior film d'animazione (dal 1999)
- Miglior film commedia (dal 2006)
- Miglior regista
- Miglior attore
- Migliore attrice
- Miglior attore non protagonista
- Migliore attrice non protagonista
- Miglior giovane interprete
- Miglior cast corale (dal 2002)
- Migliore sceneggiatura originale
- Migliore sceneggiatura non originale
- Migliore fotografia (dal 2009)
- Migliore scenografia (dal 2009)
- Migliori costumi (dal 2009)
- Miglior trucco (dal 2009)
- Miglior montaggio (dal 2009)
- Miglior colonna sonora (dal 1998)
- Miglior canzone (dal 2009)
- Migliori effetti speciali (dal 2009)

Tra i premi speciali assegnati nel corso degli anni figurano anche il Lifetime Achievement Award, l'Alan J. Pakula Award, il Critics' Choice MVP Award e il Louis XIII Genius Award.

### Premi ritirati
- Miglior film documentario (1995-2015)
- Miglior film per famiglie (1996-2008)
- Miglior film d'azione (2009-2019)
- Miglior attore in un film d'azione (2012-2016)
- Miglior attrice in un film d'azione (2012-2016)
- Miglior attore in un film commedia (2012-2016)
- Miglior attrice in un film commedia (2012-2016)
- Miglior film sci-fi/horror (2012-2019)
- Miglior sonoro (2009-2011)

## Critics' Choice Television Awards
Dal 2011 la Broadcast Film Critics Association ha un'associazione sorella, la Broadcast Television Journalists Association (BFJA), formata da oltre cinquanta critici televisivi con il compito di premiare le migliori produzioni televisive. Inizialmente, i premi televisivi erano assegnati durante una cerimonia separata nota come i Critics' Choice Television Awards, mentre dal 2016 sono assegnati nella stessa cerimonia, anch'essi chiamati semplicemente Critics' Choice Awards. Tra il 2002 e il 2010 i Critics' Choice Movie Awards riconoscevano anche i migliori film per la televisione.

### Premi attuali
- Miglior serie drammatica (dal 2011)
- Miglior attore in una serie drammatica (dal 2011)
- Miglior attrice in una serie drammatica (dal 2011)
- Miglior attore non protagonista in una serie drammatica (dal 2011)
- Miglior attrice non protagonista in una serie drammatica (dal 2011)
- Miglior serie commedia (dal 2011)
- Miglior attore in una serie commedia (dal 2011)
- Miglior attrice in una serie commedia (dal 2011)
- Miglior attore non protagonista in una serie commedia (dal 2011)
- Miglior attrice non protagonista in una serie commedia (dal 2011)
- Miglior film per la televisione (dal 2015)
- Miglior miniserie (dal 2015)
- Miglior attore in un film per la televisione o miniserie (dal 2012)
- Miglior attrice in un film per la televisione o miniserie (dal 2012)
- Miglior attore non protagonista in un film per la televisione o miniserie (dal 2013)
- Migliore attrice non protagonista in un film per la televisione o miniserie (dal 2013)
- Miglior talk show (dal 2011)

### Premi ritirati
- Miglior reality (2011-2015)
- Miglior guest star in una serie commedia (2012-2016)
- Miglior guest star in una serie drammatica (2012-2016)
- Nuove serie più promettenti (2011-2016)
- Miglior presentatore di un reality o talent show (2011-2017)
- Migliore serie animata (2012-2020)
- Migliore serie bingeworthy (scelta dal pubblico dal 2015)

## Critics' Choice Super Awards
Nel 2020 la Broadcast Film Critics Association annuncia i Critics' Choice Super Awards, premiazione istituita per onorare i migliori film che trattano temi riguardanti horror, fantascienza, fantasy e animazione.

### Premi
Film
- Miglior film d'azione
- Miglior attore in un film d'azione
- Migliore attrice in un film d'azione
- Miglior film d'animazione
- Miglior doppiatore in un film d'animazione
- Migliore doppiatrice in un film d'animazione
- Miglior film sui supereroi
- Miglior attore in un film sui supereroi
- Migliore attrice in un film sui supereroi
- Miglior film horror
- Miglior attore in un film horror
- Migliore attrice in un film horror
- Miglior film fantasy
- Miglior attore in un film fantasy
- Migliore attrice in un film fantasty
- Miglior cattivo in un film (di tutti i generi)

Televisione
- Migliore serie d'azione
- Miglior attore in una serie d'azione
- Migliore attrice in una serie d'azione
- Migliore serie d'animazione
- Miglior doppiatore in una serie d'animazione
- Migliore doppiatrice in una serie d'animazione
- Migliore serie sui supereroi
- Miglior attore in una serie sui supereroi
- Migliore attrice in una serie sui supereroi
- Migliore serie horror
- Miglior attore in una serie horror
- Migliore attrice in una serie horror
- Migliore serie fantasy
- Miglior attore in una serie fantasy
- Migliore attrice in una serie fantasy
- Miglior cattivo in una serie (di tutti i generi)